# Categorización

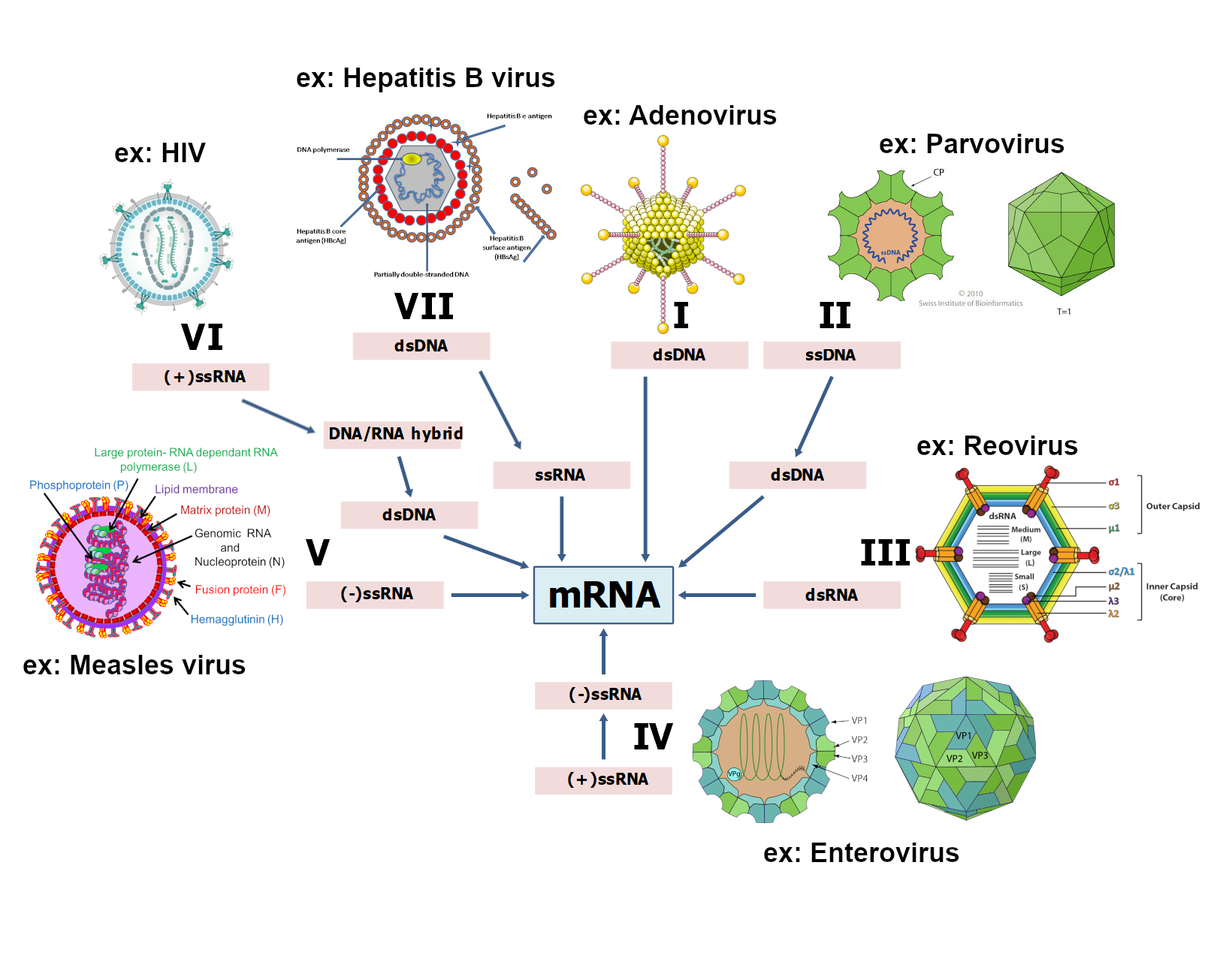
Sistema de clasificación de virus de Baltimore

La categorización es una actividad que consiste en asignar objetos a clases o categorías preexistentes, una tarea distinta a la de establecer las  propias clases (por ejemplo, mediante análisis de grupos). Como ejemplos de categorización se pueden citar las pruebas de diagnóstico, la identificación de correos electrónicos no deseados o la decisión de otorgar o no un permiso de conducir.
Además de «clase», otros sinónimos o casi sinónimos de «categoría» incluyen «tipo», «especie», «orden», «concepto», «taxón», «grupo», «identificación» y «división».
El significado de la palabra «clasificación» (y sus sinónimos) puede tener varios significados relacionados. Puede abarcar tanto la clasificación como la creación de clases, como por ejemplo, en «la tarea de categorizar páginas en Wikipedia»; esta actividad general se incluye en la taxonomía. Puede referirse exclusivamente al esquema subyacente de clases (que también se denominaría taxonomía). O puede referirse a la etiqueta que el clasificador asigna a un objeto.
La clasificación es parte de muchos tipos diferentes de actividades y se estudia desde muchos puntos de vista diferentes, incluidos la medicina, la filosofía, el derecho, la antropología, la biología, la propia taxonomía, la cognición, la comunicación, la organización del conocimiento, la psicología, la estadística, el aprendizaje automático, la ciencia económica y las matemáticas.

## Clasificación binaria frente a clasificación multiclase
El trabajo metodológico destinado a mejorar la precisión de un clasificador se suele dividir entre casos con exactamente dos clases (clasificación binaria) y casos con tres o más clases (clasificación multiclase).

## Evaluación de la precisión
A diferencia de la teoría de la decisión, se asume que el clasificador repite la tarea de clasificación una y otra vez. Y, a diferencia de una asignación aleatoria, se asume que cada clasificación puede ser correcta o incorrecta. En la teoría de la medición, la clasificación se entiende como la medición con respecto a una escala nominal. Por lo tanto, es posible intentar medir la precisión de un clasificador.
Medir la precisión de un clasificador permite elegir entre dos clasificadores alternativos. Esto es importante tanto al desarrollar un clasificador como al elegir cuál aplicar. Sin embargo, existen muchos métodos diferentes para evaluar la precisión de un clasificador y no existe un método general para determinar qué método debe utilizarse en cada circunstancia. Diferentes campos han adoptado enfoques diferentes, incluso en la clasificación binaria. En el campo del reconocimiento de patrones, la tasa de error es una cuestión muy estudiada. Índices estadísticos como el coeficiente de Gini y el KS se utilizan ampliamente en la industria de la calificación crediticia. Los baremos de sensibilidad y especificidad se utilizan ampliamente en epidemiología y medicina. Los criterios de precisión y exhaustividad se utilizan ampliamente en la recuperación de información.
La precisión del clasificador depende en gran medida de las características de los datos que se van a clasificar. No existe un clasificador único que funcione mejor en todos los problemas (un fenómeno que podría explicarse por el teorema de no hay almuerzo gratis).